# Thomas Scott
Thomas Patrick David Scott (Zapadni Bengal, Indija, 1. ožujka 1905. – Fermanagh, Sjeverna Irska, 30. srpnja 1976.) bio je viši časnik britanske vojske tijekom Drugoga svjetskog rata u Africi i Europi i jedan od britanskih posrednika u pregovorima o predaji vojske NDH jugoslavenskim snagama kod Bleiburga iz svibnja 1945. godine.

## Životopis
Rođen je u obitelji britanskog časnika stacioniranog u britanskoj Indiji, Thomasa Edwina Scotta i Anne Josephine Renare, 1. ožujka 1905. u Zapadnom Bengalu, pokrajini britanske Indije, gdje je završio osnovno školovanje, dok u srednju i visoku vojnu školu, koledž, upisuje u Londonu, u Engleskoj, gdje je  položio sve ispite i u kolovozu 1924. primljen je u vojnu službu. 
Početak Drugoga svjetskog rata dočekao je u zapovjedništvu britanske vojske za Indiju, u Camberleyju, u Engleskoj, da bi se 1942. zajedno s britanskim snagama iskrcao u Tunisu, te sudjeluje u bitkama u sjevernoj Africi, kao i u operacijama na Siciliji i u Italiji, te kraj rata u svibnju 1945. dočekuje na mjestu zapovjednika 38. irske brigade pri VIII. britanskoj armiji u Koruškoj, u Austriji, gdje je sudjelovao u razoružavanju i predaji njemačkih, kozačkih i hrvatskih snaga Crvenoj i Jugoslavenskoj armiji, u proljeće 1945. godine. 
Nakon završetka Drugoga svjetskog rata u Europi, 1948. godine postavljen je u Višoj časničkoj školi u Engleskoj, da bi u razdoblju od 1950. do 1954. služio je u britanskim snagama u Pakistanu, da bi 1959. otišao u vojnu mirovinu, a u razdoblju od 1960. do 1968. bio je zapovjednik britanske vojske u Ulsteru u Sjevernoj Irskoj, da bi u razdoblju od 1971. do 1976. bio na dužnosti u okrugu Fermanagh u Sjevernoj Irskoj. 
Umro je 30. srpnja 1976. u mjestu Fermanagh, u Sjevernoj Irskoj. 

## Posredovanje u pregovorima o kapitulaciji kod Bleiburga
Scott je bio britanski posredovatelj u pregovorima između jugoslavenskih i hrvatskih snaga o bezuvjetnoj kapitulaciji posljednjih na Loibaškom polju kod Bleiburga u razdoblju od 14. do 15. svibnja 1945. godine. Naime, vojska NDH, ustaše i domobrani, praćeni mnoštvom civila nastojali su se nakon bitke kod Poljane 14. svibnja 1945. probiti iz obruča koji su pred njih postavile jedinice Jugoslavenske armije u namjeri da im zapriječe put na zapad, gdje su se ovi namjeravali staviti pod zaštitu američkih i britanskih okupacijskih snaga, opravdano se pribojavajući partizanske odmazde zbog stvarnih i fingiranih zločina počinjenih za vrijeme rata, da bi ih kod grada Bleiburga u daljnjem napredovanju zaustavile britanske snage. 

Odluku o odbijanju predaje i stavljanja pod zaštitu izbjegle hrvatske vojske i davanje azila izbjeglom civilnom stanovništvu po nekim je navodima bila donesena na nekom drugom višem zapovjednom, a moguće i političkom mjestu, u tom smjeru navodi hrvatski povjesničar Goran Hutinec kako je: 
"Patrick Scott, došao 15. svibnja 1945. godine u Bleiburg s već unaprijed oblikovanim stajalištem i jasnim zapovijedima. Još ostaje otvoreno pitanje na kojoj je razini takva odluka donesena. Prema svemu sudeći, takvu odgovornost nije mogao preuzeti sam zapovjednik brigade, tim više jer je Scott samo dan prije, 14. svibnja, oko 19 sati zapovjedništvu 46. divizije poslao izvještaj u kojem je naveo da se pripadnici 17 Fd RA „pripremaju prihvatiti predaju hrvatske vojske brojnosti oko 500 000 koju će se koncentrirati južno od rijeke Drave i sjeverno od Bleiburga“.[stranica?] 
Dana 15. svibnja 1945., oko 15 sati pregovori o bezuvjetnoj kapitulaciji hrvatskih snaga jugoslavenskim jedinicama, uz posredovanje Britanaca održani su u starom srednjovjekovnom dvorcu iznad grada Bleiburga (slo. Grad Pliberk, njem. Schloss Bleiburg) u vlasništvu plemićke obitelji grofa Thurn-Valsassina gdje se privremeno smjestilo zapovjedništvo britanskih snaga u tom dijelu Koruške. 
U trenutku održavanja pregovora kao psihološku taktiku zastrašivanja i pritiska na hrvatske pregovarače, Britancu su se poslužili avionima tipa Spitfire koji su u niskom letu prošli iznad polja kraj Bleiburga gdje su britanske snage tenkovima zapriječili put pripadnicima hrvatske vojske i mnoštvu civila.[stranica?]
Jugoslavensku stranu predstavljali su potpukovnici Milan Basta, Ivan Kovačić Efenka, te Josip Kotnik kao tumač engleskog i hrvatskog jezika, dok su parlamentare hrvatske strane predstavljali pukovnik Danijel Crljen, general Ivo Herenčić i domobranski general Vjekoslav Servatzy, da bi na zahtjev Britanaca, u dvoranu ušli samo Crljen i Herenčić. 

Britanski povjesničar Betham pozivajući se na dnevničke zapise Scotta navodi kako je ovaj: 
"Dobio osiguranje (Jugoslavena), da će svi biti repatrirani i da će se za njih brinuti, no da li se je toga i pridržavalo ili ne, ja to zapravo ne znam, Ne znam, da li su bili svi pobijeni. A ne bih se čudio, kada bi bili i pobijeni". 
Odluka o bezuvjetnoj predaji hrvatske vojske stigla je već 14. svibnja 1945., Scott je hinjeno tvrdio kako ih britanske snage ne mogu primiti i odbija Herenčićevu zamolbu za razgovorom s felmaršalom Alexanderom, te na najavu prosvjeda hrvatske strane pred ultimatumom bezuvjetne kapitulacije hrvatskih snaga pred jugoslavenskim jedinicama, koje su bile britanski saveznici, koji kako navodi Scott poštuju pravila međunarodnog ratnog prava, ustaše su krivci što su svojom propagandom natjerale narod na povlačenje pred partizanima, te im sugerira kako se imaju predati, a na Bastin rok predaje u roku od jednog sata, predlagao je da im se da barem dva sata, što je Basta odbio, a hrvatski su pregovarači nastojali dobiti barem jedan dan, kako bi potrebne zapovjedi dospjele do svih pripadnika vojske razasutih po koloni da izvjese bijele zastave. 

Naime, u svojim memoarima Basta navodi kako je tom prilikom prisutnima kazao da: 
"...izbjeglo stanovništvo vratit ćemo kućama; cjelokupna vaša vojska, u slučaju da pristanete na bezuvjetnu kapitulaciju, bit će sprovedena u zarobljeničke logore; prema pripadnicima vaše armije postupat će se po međunarodnom pravu o ratnim zarobljenicima; svim oficirima i vojnicima bit će ostavljena najnužnija sprema; generali mogu da ostave svoje posilne, automobile i lično naoružanje do daljnjeg. Ukoliko se ne prihvate ovi uvjeti, smatrat ćemo da nastavljate ratne operacije poslije zvaničnog obustavljanja drugog svjetskog rata - pa vas više neće štititi međunarodno pravo o ratnim zarobljenicima. U tom slučaju tretirat ćemo vas kao odmetnike čiju će likvidaciju pomoći i naši saveznici." 
Na to je Herenčić tražio kako dozvole barem dvadeset i četiri sata zbog brojnosti jedinica razasutih u koloni kao i prisutnog mnoštva civila, na što se u razgovor uključio Crljen obraćajući se Scottu da ako do te predaje dođe Britanci navodno biti odgovorni za smrt stotinu i pedeset tisuća Hrvata, što Scott nije htio saslušati, obraćajući se jugoslavenskom predstavniku Basti s upitom da li ovome treba vojna pomoć, što je ovaj odbio, na što mu je Scott u prisustvu hrvatskih parlamentara kazao kako britanski tenkovi stoje na raspolaganju jugoslavenskoj strani.

U kasnijim izvještajima britanskih diplomatsko-konzularnih predstavnika u Jugoslaviji, kao i u emigrantskim glasilima šira javnost je mogla saznati za epilog događaja koji su započeli krajem rata na jugoslavensko-austrijskoj granici, naime:
"Najstrašniji aspekti Bleiburške tragedije bili su marševi smrti koje je organizirala Sedma brigada 17. partizanske jurišne divizije, a koji su ih vodili kroz mnoge gradove, mjesta i sela Slovenije, Hrvatske i Srbije. Deseci tisuća Hrvata grupirani su u nekoliko kolona, ruke su im bile vezane žicom na tipičan ruski način. Zatim su ih tako izgladnjele, žedne, mršave i unakažene, u patnji i mukama, prisiljavali marširati na velike udaljenosti uz svoje 'osloboditelje', koji su jahali na konjima i vozili se u kolima. Oni koji nisu mogli podnijeti takav trčeći 'marš' bili su izbodeni, pretučeni do smrti ili strijeljani, a zatim ostavljeni uz cestu ili bačeni u jarak. Tako je vrlo malo Hrvata stiglo do konačnog odredišta svog 'marša." 